# 경주 김씨
경주 김씨(慶州 金氏)는 경상북도 경주시를 본관으로 하는 한국의 성씨이다. 혹칭 계림 김씨 또는 신라 김씨라 한다. 시조는 신라 대보공(大輔公) 김알지(金閼智)이다.

## 역사
《삼국사기》에 의하면, 탈해 이사금 9년(65년)에 왕이 금성 서쪽 시림속에서 닭이 우는 소리를 듣고 신하 호공을 보내 살펴보게 하니, 숲속 소나무에 금궤가 걸려 있고 궤에서 빛이 나오며 흰 닭이 나무 밑에서 울고 있었다. 왕이 친히 가서 금궤를 열어 보니 용모가 수려한 사내아이가 나왔다.
탈해왕은 이 아이를 길렀는데 금궤에서 나왔다고 해서 성을 김이라 했으며, 성장하면서 총명하고 지략이 뛰어나 알지라 불렀다고 한다.
《삼국사기》〈미추왕조〉 세보에 의하면 알지가 세한을 낳고, 세한이 아도, 아도가 수류, 수류가 욱보, 욱보가 구도를 낳고, 구도는 미추를 낳았다고 하였다. 김알지의 7대손인 미추 이사금이 비로소 김씨 최초 왕에 즉위하였는데, 그가 신라 13대 왕이다. 이후 56대 경순왕까지 신라 왕조가 계속되었다.

## 본관
경주는 경상북도 남동부에 위치한 지명으로 기원전 57년 6촌이 연합하여 고대국가를 형성하고 국호를 서라벌·사로·사라라 하고, 수도를 금성이라 하였다. 65년(탈해왕 9) 시림에서 김씨의 시조 김알지가 탄생하여 국호를 계림으로 삼았다가, 307년(기림왕 10)에 국호를 신라로 하였다.
935년(태조 18) 신라 마지막 왕인 경순왕이 고려 태조 왕건에 정권을 이양하자, 금성을 경주로 개칭하고 식읍으로 주어 사심관으로 봉했다. 이때 금성이 경주라는 명칭으로 바뀌었다.
987년(성종 6) 동경으로 개칭하고 1008년(목종 11) 낙랑군이라 개칭하다가 1030년(현종 21) 삼경의 제도가 실시되자 동경을 설치하였으며 1202년(신종 5) 경주 야별초의 항쟁으로 지경주사로 강등되었다가 1219년(고종 6) 동경으로 환원되었다. 1308년(충렬왕 10) 계림부로 개편하였다.
1413년(태종 13) 경주로 개칭하고, 1415년 병마절도사영을 두었다가 1417년 울산으로 이전하였다. 1637년(인조 15)에 속현인 자인현이 분리 독립하였다. 1895년(고종 32) 대구부 경주군이 되었다가, 1955년 경주읍과 내동면 전역, 천북면과 내남면 일부가 통합되어 경주시로 승격되었다.

## 분파
조선후기 들어와서 경순왕이 고려에 항복 후 맞아들인 고려 태조의 딸인 낙랑공주 왕씨 소생의 후손이라 주장하는 김씨들이 경주를 본관으로 하여 분파하였다. 이들은 후대로 내려오면서 수십 개의 지파로 나누어졌다.

### 삼한벽상공신 내사령공파
- 파조 김예겸(金禮謙)은 신라왕의 후손으로 고려 초 삼한벽상공신으로 내사령을 지냈다.[2] 손자 김의진은 평장사였으며 시호가 양신이다. 6세손 김인경도 문과 급제 후 평장사였으며 시호가 정숙이다.
  - 인물: 김주정, 김의진, 김후덕, 김수지, 김영고, 김인경, 김연성, 김영, 김서인, 김충한

### 평장사공파
- 파조 김봉모(金鳳毛)는 고려 신종 때 평장사를 지내고 정평의 시호를 받았다.[3] 아들 김태서는 문과 출신으로 평장사였으며 시호가 문장공이다. 손자 김약선은 벼슬이 평장사이고, 시호가 장익공이며, 고려 원종의 비인 순경왕후의 아버지이다.
  - 인물: 김태서(전주 김씨 분적), 김약선, 김기손, 김경손, 김천서, 김세민, 헌숙왕후, 경성왕후, 순경태후, 정안왕후, 선희왕후

### 태사공파
- 파조 김인관(金仁琯)은 헌강왕의 후예로 고려 예종 때 검교태자태사를 역임했다.[4] 5세손 김자수는 안동출신으로 고려조에 문과에 급제하고 충청도 관찰사, 형조판서를 역임하였다. 고려가 망하자 두문동에 은거하였는데 조선 태종이 형조 판서를 제배하며 출사를 종용하였으나 자진하여 고려에 대한 충절을 지켰다. 호가 상촌이다. 안동 타양서원, 영동 초강서원, 음성 지천서원, 등 여러 서원에 배향되었다. 김자수의 현손 김세필은 문과 급제 후 이조 참판)이었으며 호당에 뽑혔다. 기묘년에 사화를 입어 관직을 종용하고, 음성에 은거하여 후학을 양성하였다. 시호가 문간이며, 지천서원에 배향되었다.
  - 인물: 김자수, 김임, 김세필, 김홍익, 김홍욱, 김흥경, 김한신, 김이주, 김노경, 김정희, 김도희, 김한구, 김한기, 정순왕후, 김귀주, 김관주

### 판도판서공파
- 파조 김장유(金將有)는 경순왕의 후예로 고려 말 판도판서를 역임했다.[5] 6세손 김정은 조선 중종 때 문과에 급제하여 호당에 선정되고, 순창군수, 형조판서를 역임하였다. 기묘사화로 유배되었다가 사사되었다. 시호는 문간이며, 충북 보은 상현서원에 배향되었다. 1685년(숙종 11) 경에 제작한 희귀한 목판본이 남아 있다. 이 목판은 2009년 12월 4일에 충청북도 유형문화재로 지정되었다.판도판서공파 목판본
  - 인물: 김정

### 장군공파
- 파조 김순웅(金順雄)은 원성왕의 후예로 고려초 장군을 역임하였다.[6][7] 아들 김인위는 평장사 참지정사를 지내고, 손자 김원정은 평장사 문하시중을 역임했다.
  - 인물: 김인위, 김원정, 김균, 김맹성, 김중성, 김계성, 김안민, 김신민, 김인민, 김승경, 김태경, 김원중, 김민도, 김재휘, 김원립, 김신민, 김종순, 김천령, 김명원, 김남중, 김당, 김경여, 김주신, 김사목, 김정집, 김홍집, 김창희, 원순숙비, 용절덕비, 인목덕비, 인원왕후

#### 계림군파
- 파조 김균(金稛)은 조선 개국공신으로 계림군에 봉해지고 제숙의 시호를 받았다. 고려초 장군 김순웅(金順雄)의 아들 김원정의 10세손이다.
  - 인물: 김맹성, 김중성, 김계성, 김안민, 김신민, 김인민, 김승경, 김태경, 김원중, 김민도, 김재휘, 김원립, 김신민, 김종순, 김천령, 김명원, 김남중, 김당, 김경여, 김주신, 김사목, 김정집, 김홍집, 김창희, 원순숙비, 용절덕비, 인목덕비, 인원왕후

### 호장공파
- 파조 김위영(金魏英)는 김알지의 후예로 고려초 호장을 역임했다.[8] 증손자 김부일은 문과에 급제하고 벼슬이 태위였으며, 시호는 문간이었으며, 동생 김부식도 문과에 급제하여 벼슬이 중서령이었고, 낙랑후에 봉해졌으며, 시호는 문열이다. 인종 묘실에 배향되었다. 동생 김부의도 문과에 급제하여 벼슬이 사공이었으며, 시호는 문의이다.[9]
  - 인물: 김부일, 김부식, 김부의(초명 김부철), 김돈중, 김군수

### 상서공파
- 파조 김여진(金麗珍)은 경순왕의 후예로 조선조 상서를 역임했다.[10]

### 목사공파
- 파조 김소(金邵)는 경순왕의 후예로 조선조 목사를 역임했다.[11]

### 판서공파
- 파조 김의(金義)는 고려 말 판서를 역임했다.[12]

- 파조 김덕재(金德載)는 경순왕의 후예로 조선조 병조판서를 역임하였다.[13]

### 직장공파
- 파조 김수구(金壽龜)는 상의원 직장을 역임했다.[14]

### 상호군파
- 파조 김중약(金仲約)은 조선 조 상호군을 역임했다.[15]

## 지파
- 벽상공신내사령공파
  - 두계공파(杜溪公派) - 평장사 김인경의 현손 김충유[16]
  - 수은공파(樹隱公派) - 정숙공 김인경의 현손 김충한
  - 시어사공파(侍御使公派) - 정숙공 김인경의 현손 김충보
  - 참찬공파(參贊公派) - 정숙공 김인경의 현손 김충익
  - 밀직공파(密直公派) - 정숙공 김인경의 현손 김충원
  - 병판공파(兵判公派) - 정숙공 김인경의 현손 김남보
  - 판삼사사공파(判三司事公派) - 정숙공 김인경의 현손 김남비
  - 월성부원군파(月城府院君派) - 정숙공 김인경의 6세손 김천서
  - 강릉공파(江陵公派) - 정숙공 김인경의 현손 김충하
  - 부사공파(府使公派) - 정숙공 김인경의 현손 김상한
  - 현감공파(縣監公派) - 정숙공 김인경의 현손 김정심

- 평장사공파
  - 병판공파(兵判公派) - 평장사 김봉모의 후손 김덕재
  - 백촌공파(白村公派) - 평장사 김봉모의 후손 김문기
  - 익화군파(益和君派) - 평장사 김봉모의 후손 김인찬
  - 충선공파(忠宣公派) - 평장사 김봉모의 후손 김혼
  - 참판공파(參判公派) - 평장사 김봉모의 후손 김광재

- 태사공파(太師公派)
  - 전서공파(典書公派) - 태사공 김인관의 9세손 김자정
  - 상촌공파(桑村公派) - 태사공 김인관의 9세손 김자수
  - 우재공파(愚齋公派) - 태사공 김인관의 10세손 김한
  - 송재공파(松齋公派) - 태사공 김인관의 11세손 김수량
  - 도사공파(都事公派) - 태사공 김인관의 후손 김초
  - 감사공파(監司公派) - 태사공 김인관의 후손이자
  - 판관공파(判官公派) - 태사공 김인관의 후손 김영년
  - 좌랑공파(佐郞公派) - 태사공 김인관의 후손 김영원
  - 사승공파(司丞公派) - 태사공 김인관의 후손 김영전
  - 공평공파(恭平公派) - 태사공 김인관의 후손 김영유
  - 남곡공파(南谷公派) - 태사공 김인관의 16세손 김의[17]

- 판도판서공파
  - 판군기감사공파(判軍器監事公派) - 판서공 김장유의 손자 김을식
  - 감사공파(監司公派) - 판서공 김장유의 손자 김을돈
  - 직장공파(直長公派) - 판서공 김장유의 손자 김을당
  - 공조판서공파(工曹判書公派) - 판서공 김장유의 손자 김을귀
  - 이조판서공파(吏曹判書公派) - 판서공 김장유의 손자 김원기

- 호장공파
  - 태사공파(太射公派) - 호장 김위영의 손자 김부일
  - 중서령공파(中書令公派) - 호장 김위영의 손자 김부식
  - 사공공파(司空公派) - 호장 김위영의 손자 김부의

## 집성촌
- 전북특별자치도 남원시 송동면 두신리 두곡마을
- 경기도 평택시 현덕면 운정리 구억촌
- 경기도 광주시 도척면 도웅리
- 경기도 광주시 남한산성면 오전리
- 경기도 포천시 신북면 금동리
- 경기도 양평군 양평읍 창대리
- 경기도 이천시 신둔면 용면리
- 강원특별자치도 인제군 서화면 일원
- 강원특별자치도 양양군 현북면 하광정리
- 충청북도 보은군 보은읍 종곡리
- 충청북도 영동군 심천면 각계리
- 충청북도 청주시 서원구 남이면 외천리
- 충청남도 보령시 웅천면 죽청리
- 세종특별자치시 금남면 대박리
- 전북특별자치도 군산시 나포면 장상리
- 전북특별자치도 남원시 송동면 장포리
- 전북특별자치도 고창군 무장면 옥산리
- 전북특별자치도 순창군 팔덕면 청계리
- 전북특별자치도 임실군 삼계면
- 전라남도 강진군 강진읍 평동
- 전라남도 고흥군 도양읍 봉암리
- 전라남도 곡성군 석곡면 염곡리
- 전라남도 담양군 무정면 서흥리 용면 추성리
- 전라남도 보성군 조성면 용전리
- 전라남도 순천시 승주읍 신성리
- 전라남도 장흥군 장흥읍 덕재리
- 경상북도 문경시 가은면 왕릉리
- 경상북도 의성군 금성면 구련리
- 경상북도 영덕군 지품면 눌곡리
- 경상북도 포항시 북구 기계면 봉계리
- 경상북도 영천시 자양면 노항리
- 경상북도 고령군 다산면 벌지리
- 경상남도 진주시 명석면 남성리 남성마을
- 경상남도 남해군 이동면 초음리
- 경상남도 함안군 대산면 구혜리
- 평안북도 운산군 위연면 답상하동
- 평안북도 영변군 봉산면 귀산동
- 함경남도 정평군 신상면 복흥동

- 경기도 이천시 마장면 작촌리

## 항렬자
- 영분공파, 대안군파(파조로 1세)

| 31세          | 32세              | 33세          | 34세              | 35세          | 36세              | 37세          | 38세              | 39세          | 40세              | 41세          | 42세              | 43세          | 44세              | 45세          | 46세              | 47세          | 48세              | 49세          | 50세              | 51세          | 52세              | 53세          | 54세              | 55세          | 56세              | 57세          | 58세              | 59세          | 60세              |
| ------------- | ----------------- | ------------- | ----------------- | ------------- | ----------------- | ------------- | ----------------- | ------------- | ----------------- | ------------- | ----------------- | ------------- | ----------------- | ------------- | ----------------- | ------------- | ----------------- | ------------- | ----------------- | ------------- | ----------------- | ------------- | ----------------- | ------------- | ----------------- | ------------- | ----------------- | ------------- | ----------------- |
| 호(鎬) 전(銓) | 口수(洙) 口영(永) | 동(東) 병(柄) | 口렬(烈) 口걸(杰) | 규(奎) 효(孝) | 口현(鉉) 口흠(欽) | 홍(洪) 영(泳) | 口식(植) 口수(秀) | 훈(勳) 병(炳) | 口중(重) 口곤(坤) | 종(鍾) 건(鍵) | 口락(洛) 口태(泰) | 주(株) 권(權) | 口혁(赫) 口엽(燁) | 재(在) 교(敎) | 口옥(鈺) 口석(錫) | 철(澈) 하(河) | 口근(根) 口영(榮) | 희(熙) 경(炅) | 口기(基) 口채(埰) | 용(鎔) 진(鎭) | 口준(浚) 口호(浩) | 상(相) 동(東) | 口환(煥) 口섭(燮) | 성(聲) 재(載) | 口수(銖) 口탁(鐸) | 해(海) 제(濟) | 口집(集) 口표(杓) | 현(炫) 형(炯) | 口희(禧) 口철(喆) |

- 태사공파 상촌공파(파조로 1세)

| 13세 21세 | 14세 22세 | 15세 23세 | 16세 24세                | 17세 25세     | 18세 26세                | 19세 27세                | 20세 28세                         | 21세 29세                       | 22세 30세                | 23세 31세              | 24세 32세         | 25세 33세              | 26세 34세       | 27세 35세     | 28세 36세         | 29세 37세     | 30세 38세         | 31세 39세     | 32세 40세         | 33세 41세     |
| --------- | --------- | --------- | ------------------------ | ------------- | ------------------------ | ------------------------ | --------------------------------- | ------------------------------- | ------------------------ | ---------------------- | ----------------- | ---------------------- | --------------- | ------------- | ----------------- | ------------- | ----------------- | ------------- | ----------------- | ------------- |
| 한(漢)    | 口주(柱)  | 노(魯)    | 口재(載) 口희(喜) 수(秀) | 상(商) 용(容) | 口제(濟) 口호(浩) 교(敎) | 동(東) 口원(元) 口호(鎬) | 口환(煥) 口열(烈) 口익(翼) 홍(鴻) | 기(基) 주(周) 口집(執) 口식(植) | 口호(鎬) 口종(鍾) 병(炳) | 연(淵) 택(澤) 口규(圭) | 口직(稙) 口목(穆) | 병(丙) 창(昌) 口준(浚) | 口규(奎) 춘(椿) | 선(善) 진(鎭) | 口구(求) 口세(世) | 인(寅) 영(營) | 口하(夏) 口연(然) | 정(廷) 준(埈) | 口석(錫) 口현(鉉) | 용(溶) 태(泰) |

- 평장사공파 예의판서공파(파조로 1세)

| 20세            | 21세                       | 22세                 | 23세                       | 24세                 | 25세                       | 26세                 | 27세                       | 28세          | 29세                       | 30세          | 31세              | 32세          | 33세              | 34세          | 35세              | 36세          | 37세          | 38세          |
| --------------- | -------------------------- | -------------------- | -------------------------- | -------------------- | -------------------------- | -------------------- | -------------------------- | ------------- | -------------------------- | ------------- | ----------------- | ------------- | ----------------- | ------------- | ----------------- | ------------- | ------------- | ------------- |
| 口선(善) 상(相) | 口병(炳) 口노(魯) 口섭(燮) | 규(奎) 규(圭) 헌(憲) | 口진(晉) 口조(釣) 口진(鎭) | 영(泳) 낙(洛) 철(澈) | 口락(樂) 口동(東) 口식(植) | 희(熙) 병(炳) 환(煥) | 口채(埰) 口주(周) 口기(基) | 석(錫) 현(鉉) | 口준(準) 口식(湜) 口한(漢) | 주(柱) 모(模) | 口훈(勳) 口찬(燦) | 철(喆) 재(在) | 口종(鍾) 口용(鎔) | 하(河) 제(濟) | 口근(根) 口림(林) | 돈(焞) 형(炯) | 식(埴) 준(埈) | 정(鉦) 호(鎬) |

- 장군공파 계림군파(파조로 1세)

| 16세     | 17세              | 18세            | 19세   | 20세              | 21세          | 22세              | 23세          | 24세              | 25세          | 26세     | 27세   | 28세     | 29세   | 30세     | 31세   | 32세     | 33세   | 34세     | 35세   | 36세              | 37세   | 38세     | 39세   |
| -------- | ----------------- | --------------- | ------ | ----------------- | ------------- | ----------------- | ------------- | ----------------- | ------------- | -------- | ------ | -------- | ------ | -------- | ------ | -------- | ------ | -------- | ------ | ----------------- | ------ | -------- | ------ |
| 口집(集) | 口희(熙) 口원(遠) | 교(敎) 口상(商) | 정(正) | 口식(植) 口경(經) | 학(學) 지(知) | 口기(基) 口식(式) | 진(鎭) 시(是) | 口수(洙) 口우(友) | 상(相) 주(胄) | 口환(煥) | 규(奎) | 口현(鉉) | 해(海) | 口표(杓) | 병(炳) | 口배(培) | 석(錫) | 口한(漢) | 주(柱) | 口변(變) 口섭(燮) | 길(吉) | 口옥(鈺) | 윤(潤) |

- 판도판서공파(파조로 1세)

| 16세   | 17세              | 18세   | 19세     | 20세          | 21세                       | 22세                 | 23세                       | 24세          | 25세     | 26세   | 27세     | 28세   | 29세     | 30세   | 31세     | 32세   | 33세     | 34세   | 35세     | 36세   | 37세     | 38세   | 39세     |
| ------ | ----------------- | ------ | -------- | ------------- | -------------------------- | -------------------- | -------------------------- | ------------- | -------- | ------ | -------- | ------ | -------- | ------ | -------- | ------ | -------- | ------ | -------- | ------ | -------- | ------ | -------- |
| 상(商) | 口태(泰) 口정(鼎) | 수(秀) | 口희(熙) | 기(基) 재(在) | 口구(九) 口호(鎬) 口현(鉉) | 홍(洪) 영(永) 한(漢) | 口식(植) 口환(桓) 口모(模) | 응(應) 병(炳) | 口규(圭) | 진(鎭) | 口호(浩) | 동(東) | 口렬(烈) | 재(載) | 口석(錫) | 낙(洛) | 口근(根) | 용(容) | 口균(均) | 종(鍾) | 口한(漢) | 영(榮) | 口환(煥) |

## 왕실과의 인척 관계

### 고려
- 태조비 신성왕후
- 경종비 헌숙왕후
- 현종비 원순숙비
- 덕종비 경성왕후
- 정종비 용절덕비
- 문종비 인목덕비
- 순종비 선희왕후
- 원종비 순경태후

### 조선
- 정종 정비 정안왕후
- 숙종 제3계비 인원왕후
- 영조 계비 정순왕후
- 익녕군(태종의 서8남) 사위 김신
- 근녕군(태종의 서4남) 사위 김희
- 덕원군(세조의 서장남) 정부인 임천군부인 경주 김씨
- 숙신옹주(정종의 서차녀) 부마 김세민
- 화순옹주(영조의 서차녀) 부마 김한신

## 인구
- 1985년 361,189가구 1,523,469명
- 2000년 542,018가구 1,736,798명
- 2015년 경주 김씨 1,800,853명 + 월성 김씨 87,268명 = 1,888,121명

## 같이 보기
- 김알지
- 성한왕
- 미추왕
- 경순왕